# Disperis parvifolia
Disperis parvifolia är en orkidéart som beskrevs av Rudolf Schlechter. Disperis parvifolia ingår i släktet Disperis och familjen orkidéer. Inga underarter finns listade i Catalogue of Life.